# Aéroport international de Navegantes
L'aéroport international de Navegantes – Ministro Victor Konder (code IATA : NVT • code OACI : SBNF), est un aéroport situé à Navegantes, sur le littoral nord de l'État de Santa Catarina, au Brésil.
Il dessert notamment la ville d'Itajaí et l'ensemble de la vallée du rio Itajaí.

## Situation
| \| 200 km1:42 212 000 \| São Paulo-Guarulhos São Paulo-Congonhas Brasília Rio-Galeão Belo Horizonte Campinas Rio-Santos-Dumont Recife Porto Alegre Salvador Fortaleza Curitiba Florianópolis Belém Vitória Goiânia Manaus Navegantes |
| 200 km1:42 212 000 |

## Compagnies aériennes et destinations
| Compagnies              | Destinations                                                                                   |
| ----------------------- | ---------------------------------------------------------------------------------------------- |
| Azul Brazilian Airlines | São Paulo/Campinas, Porto Alegre En saison: Belo Horizonte, Chapecó, Foz do Iguaçu             |
| Gol Transportes Aéreos  | Rio de Janeiro/Galeão, São Paulo/Congonhas, São Paulo/Guarulhos En saison: Buenos Aires-Ezeiza |
| LATAM Brasil            | São Paulo/Congonhas, São Paulo/Guarulhos En saison: Brasília                                   |

Edité le 25/12/2023